# Henricus Lamiroy
Henricus of Henri Lamiroy (Heurne, 29 augustus 1883 - Brugge, 10 mei 1952) was de 23ste bisschop van Brugge.

## Afkomst en jeugd
Hendrik Lamiroy doorliep de humaniora aan het Sint-Amandscollege in Kortrijk. Van 1904 tot 1909 volbracht hij zijn studies in voorbereiding op het priesterschap, eerst filosofie in Leuven, daarna theologische studies aan het Grootseminarie in Brugge en opnieuw in Leuven. Hij werd doctor en magister in de godgeleerdheid. Op 13 december 1909 werd hij priester gewijd.

## Eerste opdrachten
Lamiroy werd directeur van het Leo XIII-seminarie in Leuven (1910-1919) en vervolgens professor dogmatiek aan het Grootseminarie in Brugge (1919-1928). In 1927 werd hij ere-kanunnik. In september 1928 werd hij pastoor-deken van Sint-Maarten in Ieper. Het jaar daarop werd hij, met de steun van de nuntius en van katholieke politici, buiten het weten van de tweeëntachtigjarige bisschop Gustavus Josephus Waffelaert, benoemd tot hulpbisschop-coadjutor en op 14 oktober 1929 geconsacreerd. Zijn wapenspreuk luidde: 'In Caritate Christi'.

## Bisschop van Brugge
Lamiroy was de 23ste bisschop van het bisdom Brugge van 1931 tot aan zijn overlijden in 1952. Hij behoorde nog tot het ras van de 'kerkvorsten', die met gezagvolle hand clerus en gelovigen leidden.
Politiek was hij afstandelijk tegenover het burgerlijke gezag, maar ondersteunde de katholieke partij omdat ze de enige waarborg was voor de verdediging van de christelijke waarden. Hij was dan ook gekant tegen partijen zoals de Vlaams-nationalisten en REX. Bij verkiezingen aarzelde hij niet de gelovigen te wijzen op hun 'zware gewetensplicht' om te stemmen 'voor de enige lijst door de geestelijke overheid goedgekeurd'.

## De Katholieke Actie
Van alle bisschoppen van zijn tijd zette hij zich het meest in voor de ontwikkeling van de Katholieke Actie en hij streefde dit na met een eigen afzonderlijke organisatie binnen zijn bisdom. Voor elke tak van de K. A. stelde hij voltijdse priesters ter beschikking. Als er initiatieven waren die op het Belgisch of Vlaams niveau plaatsvonden en hem in zekere zin dreigden te ontsnappen (vooral de christelijke arbeidersbeweging wilde zijn eigen weg gaan) kwam hij daar tegen in verzet.

## Publicaties
- De essentia SS Missae Sacrificis, proefschrift voor het doctoraat in de godgeleerdheid, 1919 (laatste proefschrift in het Latijn aan de KUL).
- Etude sur Pascal, 1928
- Collectio epistolarum pastoralium, instructionum, statutorum, etc, auctorita H. Lamiroy edita, Brugge, 1931-1936, 1937-1947, 1948-1952.